# David Mirfin
David Matthew Mirfin (* 18. April 1985 in Sheffield) ist ein ehemaliger englischer Fußballspieler.

## Karriere

### Huddersfield Town
David Mirfin begann seine Karriere im Jahr 2001 in der Jugend von Huddersfield Town. Zwei Jahre später wurde er durch seine beeindruckenden Leistungen in die Profimannschaft hochgezogen. In dieser absolvierte er sein Profidebüt am 3. Mai 2003 beim 1:1-Unentschieden gegen Oldham Athletic, als er in der 84. Minute für Nat Brown eingewechselt wurde. Dies war jedoch sein einziges Spiel in der Saison 2002/03. Doch in der Saison danach hatte er sich einen Stammplatz erkämpft und absolvierte fast jedes Spiel.
Am 17. August 2006 verlängerte er seinen Vertrag bis zum Jahr 2009.
Am Anfang der Saison 2008/09 verließ er nach den Verpflichtungen von Andy Butler und Chris Lucketti den Verein und wechselte zu Scunthorpe United. Mirfin unterschrieb bei den Irons einen Dreijahresvertrag.

### Scunthorpe United
Am 11. August 2008 wechselte er für eine Ablösesumme von £ 150.000 Pfund zu Scunthorpe United. Fünf Tage später gab er gegen den FC Walsall sein Debüt für den neuen Verein, jedoch wurde er nach zehn Minuten wegen einer Notbremse des Feldes verwiesen. Sein erstes Tor für Scunthorpe United erzielte er am 3. November 2008 in der Nachspielzeit beim Football-League-Trophy-Spiel gegen den AFC Rochdale, was seinem Verein den Einzug ins Halbfinale bescherte. In diesem bezwang die Mannschaft auch die Tranmere Rovers mit 2:1, verlor jedoch im Finale gegen Luton Town mit 2:3 nach Verlängerung.

### FC Watford
Am 4. Juli 2011 wechselte David Mirfin zum englischen Zweitligisten FC Watford und unterschrieb einen Zweijahresvertrag.

### Scunthorpe United
Nach einer zwischenzeitlichen Rückkehr auf Leihbasis in der Rückrunde der Saison 2011/12, kehrte er am 31. Juli 2012 endgültig nach Scunthorpe zurück.